# Isopterygium leptoplumosum
Isopterygium leptoplumosum är en bladmossart som beskrevs av Jules Cardot 1908. Isopterygium leptoplumosum ingår i släktet Isopterygium och familjen Hypnaceae. Inga underarter finns listade i Catalogue of Life.